# Humanitární krize v Pásmu Gazy
Humanitární krize v Pásmu Gazy vypukla v důsledku izraelské blokády a po ostřelování a vpádu izraelské armády do Pásma Gazy od října 2023. Válka si vyžádala vedle obětí na životech také destrukci většiny budov a infrastruktury v severní části územ a útěku většiny obyvatel k jižní hranici území (zejm. do města Rafah).
Totální blokáda umožnila využívat pouze dvou hraničních přechodů, kterými vstupovaly kamiony s humanitární pomocí, ovšem v míře nižší než před vypuknutím konfliktu (pouze cca 100 až 150 denně, oproti více než 500 denně před válkou). Od 11. října 2023 byla Gaza bez elektřiny v důsledku toho, že izraelská vláda přerušila dodávky. Ta také zcela zablokovala dovoz paliva od začátku října do 18. listopadu 2023.

## Vývoj v roce 2024
Již začátkem roku 2024 znepokojila humanitární situace OSN, Evropskou unii, arabské státy a brzy poté také Spojené státy americké. Prezident Joe Biden i viceprezidentka Kamala Harris obvinili izraelskou vládu, že nedělá dost pro řešení humanitární krize v Gaze.
Od začátku roku 2024 shazovaly z letadel na území Pásma Gazy humanitární pomoc ve společné misi státy Francie, Egypt a Jordánsko. V březnu se přidaly i Spojené státy americké a krátce poté také Německo. V březnu 2024 byl rovněž otevřen námořní koridor s humanitární pomocí do Pásma Gazy. Na projektu spolupracovaly Evropská unie, Spojené státy americké, Spojené království a Spojené arabské emiráty. Námořní koridor byl ale pozastaven krátce po svém spuštění poté, co izraelské rakety zasáhly humanitární konvoj World Central Kitchen, kteří zajišťovali námořní distribuci pomoci. Na konci dubna 2024 WCK obnovilo v Pásmu Gazy svou činnost. Před vynuceným pozastavením činnosti v říjnu 2023 v Pásmu Gazy rozvezla 43 milionů jídel, což podle ní představovalo 62 procent z veškeré pomoci od mezinárodních neziskových skupin na místě. Spojené státy americké v téže době začaly se stavbou dříve oznámeného prozatímního mola na pobřeží Pásma Gazy. Během prvního týdne provozu ke konci května 2024 se přes molo podařilo dostat na území kolem 600 tun humanitární pomoci. Provoz amerického mola se ale potýkal s problémy. Kvůli špatnému počasí nebo bezpečnostní situaci byl jeho provoz opakovaně přerušován. Již na začátku července se proto Spojené státy americké rozhodly molo demontovat. Po molu bylo dodáno přibližně devět tisíc tun pomoci.
V polovině března 2024 americký ministr zahraničních věcí Antony Blinken uvedl, že všichni obyvatelé Pásma Gazy zažívají nedostatek jídla. Dodal, že jde o první případ, kdy takto byla zahrnuta celá populace. V téže době Organizace OSN pro výživu a zemědělství ve své zprávě uvedla, že na severu Pásma Gazy bez přijetí dalších opatření nejpozději v květnu vypukne hladomor. Na zbytku území během léta. Ke konci března 2024 nechali izraelští představitelé otevřít nový (druhý na svém území) přechod pro přepravu humanitární pomoci do Pásma Gazy. Současně uvedli, že zásoby jsou dostatečné a v Pásmu Gazy tak podle nich hladomor nevypukne.
Podle OSN do dubna 2024 zemřelo nejméně dvanáct Palestinců v souvislosti se zásobami, které různé státy letecky dopravovaly a shazovaly na Gazu, aby tak pomohly zásobovat území základní humanitární pomocí. Tito lidé se buď utopili, když se snažili vylovit zásoby spadlé do moře, nebo byli přímo zasaženi bednami, kterým selhaly padáky. Současně OSN uvedlo, že úřad UNRWA reportoval, že 1,2 milionu vysídlených Palestinců žije v Rafahu a v Chán Júnis v provizorních podmínkách, zejména ve stanech. Dále, že izraelská armáda vybombardovala přes sto škol zřizovaných UNRWA. Podle úřadu UNOCHA bylo od března 2024 třicet procent humanitárních misí směřujících do severní Gazy izraelskou stranou zastaveno a zakázáno.
Podle terénního výzkumu organizace Refugees International z ledna 2024 byly podmínky v Pásmu Gazy „apokalyptické“. Po pěti měsících války bylo pro Palestince těžké najít adekvátní jídlo, vodu, přístřeší a základní léky. Hlad na úrovni hladomoru byl již rozšířený a situace se dále zhoršovala. Výzkumníci zjistili, že složky Izraele soustavně prováděly svévolné odepírání vstupu legitimního humanitárního zboží do Gazy; zavedl vysoce komplikovaný proces inspekce a schvalování bez jasných nebo konzistentních pokynů; dále odhalili jasné známky toho, že izraelské úřady nedokázaly zavést funkční systém distribuce humanitární pomoci; a zaznamenali také přetrvávající útoky na humanitární, zdravotní, potravinovou, energetickou a další kritickou infrastrukturu Gazy, které současně oslabily úsilí o pomoc a eskalovaly potřeby Palestinců.
Zpravodajský server CNN přišel v březnu 2024 s reportáží, ve které odhalil, jak izraelské složky nakládají s inspekcemi humanitární pomoci. CNN také přezkoumala dokumenty sestavené hlavními účastníky humanitárních operací, které uvádějí položky, které Izraelci nejčastěji vyřazují z pomoci. Patří mezi ně anestetika a anesteziologické přístroje, kyslíkové lahve, ventilátory a systémy filtrace vody. Mezi další položky patří datle, spací pytle, léky na léčbu rakoviny, tablety na čištění vody a těhotenské sady. Veškerá pomoc, včetně jídla a vody, je také na neurčitý čas zadržována, jde o tisíce tun surovin a zboží. Tuto praxi později potvrdil i The Washington Post.
Dle zprávy organizace Oxfam z března 2024 izraelský přístup vedl k tomu, že se mezinárodní společenství raději uchýlilo k námořním cestám a letecké pomoci, než aby čelilo Izraeli s tím, že systematicky podkopává přístup k pomoci. Izraelské úřady například odmítly schválit distribuci ze skladu Oxfamu plného mezinárodní pomoci včetně zdravotních lahví s kyslíkem, inkubátorů a přístrojů na čištění vody. Sklad je v egyptském městě Aríš jen 40 km od hranice s Pásmem Gazy.
V březnu 2024 nařídil Mezinárodní soudní dvůr v Haagu vládním činitelům Izraele, aby spolupracovali při distribuci humanitární pomoci do Pásma Gazy. Podle prohlášení izraelské vlády byl v polovině dubna 2024 otevřen nový hraniční přechod na severu Gazy. Vysoký komisař OSN pro lidská práva Volker Türk v téže době ale uvedl, že Izrael pokračuje v nezákonných omezeních humanitární pomoci do Pásma Gazy. V květnu 2024 Mezinárodní soudní dvůr v Haagu představitelům Izraele nařídil zastavení vojenské ofenzivy v Rafahu a současně, aby zajistili neomezený přístup humanitární pomoci a umožnili do Pásma Gazy vstoupit a pracovat vyšetřovacím týmům, které by z pověření orgánů OSN sbíraly možné důkazy ohledně údajného páchání genocidy na Palestincích, z něhož Izrael vinila Jihoafrická republika a delegáti Izraele to odmítali.
Několikrát se stalo, že radikální Izraelci (např. z řad izraelských osadníků v Západním břehu Jordánu) blokovali konvoje humanitární pomoci pro Palestince a v některých případech náklad zničili.
Během zahájení pozemních vojenských operací izraelské armády v Rafahu v květnu 2024 byly dočasně uzavřeny hraniční přechody Kerem Šalom (mezi Izraelem a Pásmem Gazy) a Rafah (mezi Egyptem a Pásmem Gazy), což zastavilo přísun humanitární pomoci. Americká diplomacie následně intenzivně jednala s Egyptem, který odmítal vpustit humanitární pomoc do Pásma Gazy přes hraniční přechod Rafah, dokud bude na druhé straně izraelská armáda. Joe Biden ke konci května se svým egyptským protějškem Abdal Fattáhem Sísím dojednal dočasné povolení Egypta na dodávky humanitární pomoci od OSN. Šéf egyptské humanitární organizace Červený půlměsíc uvedl, že před touto dohodou v Egyptě stály některé kamiony s humanitární pomocí až dva měsíce, a situace se ještě zhoršila právě po uzavření hraničního přechodu Rafah na začátku května. Potraviny se tak kazily a velké množství z nich se muselo rozprodat již v Egyptě, aby se nemusely zcela vyhodit. Úřad OSN pro koordinaci humanitárních záležitostí (UNOCHA) ke konci května 2024 uvedl, že od chvíle, kdy izraelská armáda zahájila vojenskou operaci v Rafahu, poklesl objem humanitární pomoci dopravované do Pásma Gazy o dvě třetiny.
Podle expertů z webu FEWS NET (Famine Early Warning Systems Network), který založila Agentura Spojených států amerických pro mezinárodní rozvoj a funguje jako varovací systém před hladomory, v červnu vypukl na severu Pásma Gazy hladomor, kvůli válce ale chyběl dostatek dat pro jeho oficiální vyhlášení (hladomor navíc obvykle vyhlašují postižené státy).
Šéf Světové zdravotnické organizace (WHO) Tedros Adhanom Ghebreyesus v červnu 2024 uvedl, že „značná část obyvatel Gazy nyní čelí katastrofálnímu hladu a podmínkám podobným hladomoru.“ Potvrdil sice nárůst dodávané pomoci, ale kritizoval její distribuci. Dodal, že u více než 8000 dětí mladších pěti let byla diagnostikována a léčena akutní podvýživa, včetně 1600 dětí s těžkou akutní podvýživou.
V polovině června 2024 zavedla izraelská armáda v části jihu Pásma Gazy tzv. taktické přestávky v bojích. Armáda při nich každý den na 11 hodin pozastavila vojenské operace, aby usnadnila dodávky humanitární pomoci. Izraelský tisk uvedl, že tak armáda učinila bez vědomí vlády. Rozhodnutí armády kritizovali někteří krajně pravicoví ministři.
V červenci 2024 izraelské složky oznámily, že začaly obnovovat část energetické infrastruktury v Pásmu Gazy poškozenou válkou, a to s cílem navýšit výkon odsolovací stanice pro dodávky pitné vody v Pásmu Gazy. Krok zkritizoval krajně pravicový ministr financí Becal'el Smotričm, který nechtěl, aby Pásmo Gazy během války obnovoval Izrael. Ve stejné době ale mezinárodní charitativní organizace Oxfam zveřejnila zprávu, v níž uvedla, že Izrael systematicky odpírá Palestincům v Gaze vodu, ničí vodní zdroje i čističky odpadních vod. Izrael podle zprávy od začátku války zničil sedmdesát procent kalových čerpadel a všechny čistírny odpadních vod. Dostupnost vody v Pásmu Gazy v důsledku klesla o 94 % oproti předválečné době.
V červnu 2024 organizace Lékaři pro lidská práva – Izrael předala Nejvyššímu soudu petici pro zajištění pravidelné lékařské přepravy zraněných a nemocných osob z Pásma Gazy do nemocnic v zahraničí (zejména do Egypta). Od začátku války do května 2024 bylo přes hraniční přechod Rafah do Egypta převezeno celkem 4895 zraněných Palestinců. V květnu byl ale po ofenzívě izraelské armády v Rafahu hraniční přechod uzavřen. Další přesun proběhl na konci června. Na konci července mělo dojít k převozu 150 zraněných dětí, ale Netanjahu jejich převoz na poslední chvíli zrušil. Nejvyšší soud následně přikázal vládě do týdne vypracovat systém převozu pacientů.
V polovině července 2024 byl ve vzorku z odpadních vod v Pásmu Gazy objeven poliovirus, tedy virus způsobující dětskou obrnu. Vzorky testovaly úřady v Gaze ve spolupráci s Dětským fondem OSN (UNICEF). Nález potvrdila Světová zdravotnická organizace (WHO). Izraelská armáda v reakci oznámila, že začne nabízet posilující vakcínu proti dětské obrně svým vojákům sloužícím v Pásmu Gazy. Koncem července Ministerstvo zdravotnictví Pásma Gazy vyhlásilo na území epidemii dětské obrny. Případy byly hlášeny poprvé po dvaceti pěti letech. Důvodem šíření byly válkou zničené kanalizace a čističky odpadních vod a také pokles očkovaných. Světová zdravotnická organizace následně slíbila dodání milionu vakcín. Koncem srpna izraelské Ministerstvo obrany povolilo vjezd konvoje UNICEF s vakcínami proti dětské obrně do Pásma Gazy. Vakcíny měly vystačit pro 1,2 milionu osob. Izraelská armáda a Hamás se následně dohodly na třech místně i časově omezených přestávkách v bojích, aby mohla proběhnout řízená očkovací kampaň.
V důsledku války byli obyvatelé Pásma Gazy ohroženi také infekčními nemocemi. Kvůli kolapsu základních služeb a rostoucím teplotám na jaře 2024 se začaly šířit infekce hepatitidy A, kožních chorob, střevních a žaludečních potíží. V ulicích se nahromadily desetitisíce tun odpadu, které ve vysokých teplotách rychle hnily a následně se v nich množili potkani a mouchy, kteří jsou přenašeči infekčních nemocí. Čisté vody byl přitom kritický nedostatek.
V říjnu 2024 vyšla v deníku The New York Times investigativní reportáž popisující svědectví šedesáti dobrovolných amerických lékařů a členů zdravotnického personálu, kteří působili v Pásmu Gazy během války. Z nich 44 vypovědělo, že se setkalo s opakujícími se případy dětských obětí, které byly střeleny do hlavy. Téměř všichni měli pacienty trpící podvýživou. Přes padesát z nich pozorovalo u dětí výrazné psychické trauma a sebevražedné myšlenky. 25 z respondentů potvrdilo, že během jejich služby viděli případy úmrtí novorozenců a kojenců z důvodu podvýživy nebo infekčních chorob. Téměř všichni se také setkali s nedostatkem zdravotnického materiálu a hygienických pomůcek.
V říjnu 2024 zaslali ministři Spojených států amerických Antony Blinken a Lloyd Austin dopis izraelské vládě, ve kterém požadovali, aby do jednoho měsíce Izrael zajistil zlepšení dodávek humanitární pomoci do Pásma Gazy. V opačném případě pohrozili, že USA omezí dodávky zbraní. Důvodem bylo, že kvůli izraelským restrikcím v předcházejících měsících došlo k omezení dodávek humanitární pomoci až o polovinu. Izrael ihned reagoval vpuštěním padesáti kamionů s humanitární pomocí do Pásma Gazy. V polovině listopadu podle izraelských dat byly vpuštěné dodávky humanitární pomoci do Pásma Gazy nejnižší od prosince 2023. Podle humanitárních agentur jen v říjnu 2024 izraelské úřady odmítly schválit vjezd 58 % konvojů s pomocí. Kvůli všeobecnému nedostatku v samotném Pásmu Gazy pak razantně vzrostly ceny potravin. Navíc část humanitární pomoci byla na území rozkradena ozbrojenými gangy a Hamásem. Americké ministerstvo zahraničí přesto potvrdilo, že v dodávkách zbraní se bude pokračovat. Humanitární organizace poté upozornily na to, že izraelská strana splnila jen čtyři z devatenácti podmínek, které USA stanovily. Po mezinárodním tlaku izraelská vláda v prosinci povolila vjezd průměrně 130 kamionů denně, zatímco v říjnu a listopadu to bylo asi 70. Nicméně již před válkou měly izraelské úřady spočítáno, že kaloricky Gaza potřebuje minimálně 170 kamionů denně. Podle humanitárních organizací, ale byl potřebný počet v době války kolem 500 kamionů denně.
S příchodem zimy v prosinci 2024 varoval šéf Úřadu OSN pro palestinské uprchlíky na Blízkém východě (UNRWA) Philippe Lazzarini, že kvůli nevyhovujícím podmínkám v provizorních stanových městech v tzv. humanitárních zónách a nedostatku humanitární pomoci bude „chladné počasí zabíjet“. v Pásmu Gazy mohou teploty během zimních měsíců klesnout na pět stupňů Celsia. Panuje také období silných dešťů, trvající od listopadu do února. Kombinace deštěm promočených stanů a oblečení a chladných teplot může být také vražedná, a to zejména pro nejzranitelnější osoby (například děti), které navíc v oblasti během války trpěly podvýživou. Jen během prvního zimního týdne v uprchlických táborech zemřeli nejméně tři kojenci na podchlazení.

## Porušení příměří v březnu 2025
Na začátku března 2025 izraelská vláda nařídila obnovit bombardování Pásma Gazy a pokračovat v invazi a porušila tím příměří. Současně rozhodla o úplném zastavení dodávek mezinárodní humanitární pomoci. Za tento krok byla vláda kritizována mezinárodním společenstvím a humanitárními organizacemi. V březnu identifikovala OSN 3700 dětí trpících akutní podvýživou, což bylo o 80 % více než v únoru. Koncem dubna Světový potravinový program (WFP) oznámil, že jeho potravinové zásoby v Pásmu Gazy byly vyčerpány. V druhé polovině května, po téměř třech měsících blokády, izraelské složky po mezinárodním tlaku vpustily do Pásma Gazy kamiony s mezinárodní humanitární pomocí, ovšem jen velmi omezený počet. 22 západních zemí světa poté požadovalo po izraelské vládě zastavení blokování jejich humanitární pomoci.
Izraelská vláda v květnu 2025 přišla – s podporou Spojených států amerických – s plánem vlastní distribuce mezinárodní humanitární pomoci v Pásmu Gazy, kterou prováděla americká nezisková organizace Gaza Humanitarian Foundation (GHF), která byla založena v únoru 2025. Ta měla pomoc vydávat v zabezpečených oblastech na jihu Pásma Gazy. Tyto oblasti byly střežěny izraelskou armádou a americkými soukromými vojenskými organizacemi. Mezinárodní humanitární organizace tento plán odsoudily, přičemž ho považovaly za politizaci humanitární pomoci s nebezepečnými vazbami na izraelskou a americkou armádu a jejich zájmy v Pásmu Gazy. Plán odsoudila také OSN, která uvedla, že GHF není neutrální. Humanitární organizace totiž musí splňovat princip neutrality. Po mezinárodní kritice rezignovat šéf GHF Jake Wood, který uvedl, že by nebylo možné zaručit princip neutrality. GHF přesto začala v Pásmu Gazy působit na konci května 2025. GHF, napojená na Izrael, měla také sbírat biometrické údaje o osobách, kterým vydávala humanitární pomoc. V důsledku špatné logistiky docházelo k incidentům. Davy Palestinců v 27. května prolomily zátarasy a vnikly do výdejního centra GHF. Izraelská armáda při tomto incidentu zabila deset lidí a postřelila dalších téměř 50 lidí, ačkoliv předtím tvrdila, že vystřelila jen varovné výstřely. Další dny docházelo k dalším zabitím, do 7. června bylo u distribučního centra zabito 110 lidí a více než 583 dalších bylo zraněno.
Organizace jako Lékaři bez hranic, Červený kříž a společné prohlášení UNICEF, Světové zdravotnické organizace, Rozvojového programu OSN, Populačního fondu OSN a Světového potravinového programu varovaly před strašlivým humanitárním kolapsem.